# 浜かおる
浜 かおる（はま かおる、1947年7月22日 - 2012年3月12日）は、女優。東京都出身。本名並びに旧芸名は浜川智子（はまかわ ともこ）。

## 来歴・人物
1963年、日活映画『仲間たち』で舟木一夫の相手役に応募し、これがデビュー作（1964年）となる。その後日活ニューフェイスの第8期生となり、1968年まで本名の「浜川智子」で日活の映画・テレビドラマに出演。
1969年、宝塚映画制作のテレビドラマ『プロファイター』に出演にするにあたり、芸名を本名から「浜かおる」に改める。『プロファイター』は13話で打ち切られたが、その直後に『プレイガール』へ第14話（1969年7月7日放送）からレギュラー出演し、1974年の最終回（9月30日放送）まで出演した。当時の当人のサイズは身長161cm、B94cm、W59cm、H90cmで、“現役最大のボイン”と言われていた。
2008年頃から食道癌を患い、闘病生活を続けていたが、2012年3月12日に死去。64歳没。

## 主な出演作品

### 映画

#### 浜川智子名義
- 仲間たち（1964年、日活）※デビュー作

『青春のお通り』（1965年）

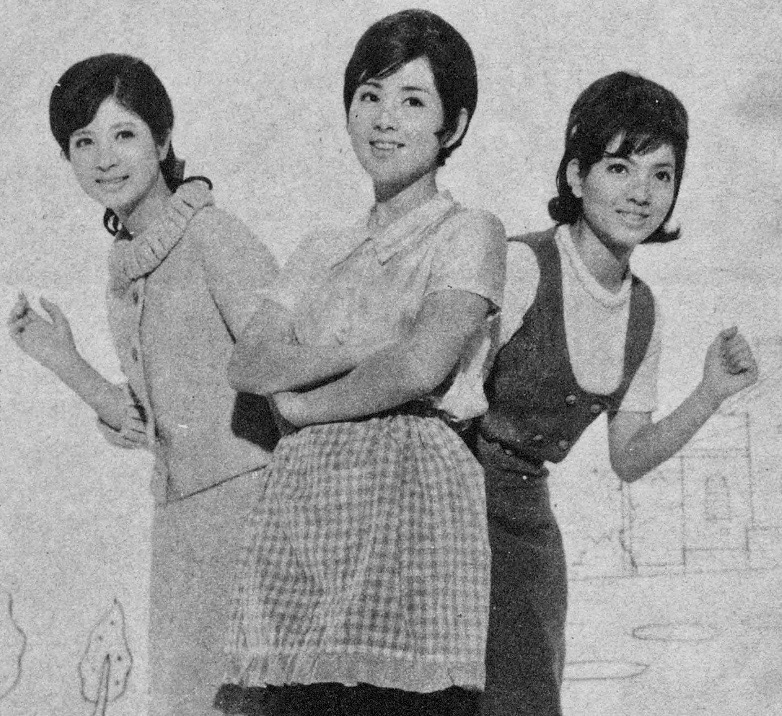
『青春のお通り 愛して泣いて突っ走れ!』（1966年）

- 悲しき別れの歌（1965年、日活） - 川村秀子
- 青春の裁き（1965年、日活） - 滝沢英子
- 未成年 続・キューポラのある街（1965年、日活） - リス
- 青春前期 青い果実（1965年、日活） - 千田洋子
- 青春のお通り（1965年、日活） - 青柳久子
- 三匹の野良犬（1965、日活） - 佐知子
- 父と娘の歌（1965年、日活） - 三浦
- ぼくどうして涙がでるの（1965年、日活） - 村瀬昌子
- 結婚相談（1965年、日活） - 坂田久江
- 拳銃無宿 脱獄のブルース（1965年、日活） - チカ
- 四つの恋の物語（1965年、日活） - 安田圭子
- 愛して愛して愛しちゃったのよ（1966年、日活） - 野本アケミ
- 俺にさわると危ないぜ（1966年、日活） - ナツ子
- 哀愁の夜（1966年、日活） - 土井郁子
- 青春 ア・ゴーゴー（1966年、日活） - 樋口広子
- 東京流れ者（1966年、日活） - 睦子
- 青春のお通り 愛して泣いて突っ走れ!（1966年、日活） - 青柳久子
- 骨まで愛して（1966年、日活） - 圭子
- 私、違っているかしら（1966年、日活） - おたど
- あなたの命（1966年、日活） - キム松村
- 愛と死の記録（1966年、日活） - ふみ子
- アジア秘密警察（1966年、日活） - ハルコ
- 恋のハイウェイ（1967年、日活） - 花井美佐
- 命しらずのあいつ（1967年、日活） - 向井明美
- 燃える雲（1967年、日活） - 八代マチ子
- 反逆（1967年、日活） - 林田珠枝
- 錆びたペンダント（1967年、日活） - ユカ
- 七人の野獣 血の宣言（1967年、日活） - アキコ
- 関東刑務所帰り（1967年、日活） - 美乃
- 花の恋人たち（1968年、日活） - 羽生与志
- 星影の波止場（1968年、日活） - 利江
- 残侠無情（1968年、日活） - 小雪
- あゝひめゆりの塔（1968年、日活） - 佐久川ヤス
- 三匹の悪党（1968年、日活） - 千鳥
- BG・ある19歳の日記 あげてよかった!（1968年、日活） - 曽根アヤ子

#### 浜かおる名義
- 奇妙な仲間 おいろけ道中（1970年、東宝） - リリ
- やくざ刑事 マリファナ密売組織（1970年、東映） - 牧亜夜子
- 不良番長 手八丁口八丁（1971年、東映） - 色川マヤ
- 混血児リカ ひとりゆくさすらい旅（1973年、東宝） - 島村雪枝

### テレビドラマ

#### 浜川智子名義
- 山のかなたに（1966年、NTV・日活）
- 雨の中に消えて（1966年、NTV・日活） - 市村純子
- 特ダネ記者（1966年 - 1967年、NTV・日活）
  - 第24話「女は魔物」 - 美奈子
  - 第41話「金は魔物」
- 恋はいろいろ 恋人達シリーズ「ぬいぐるみの恋人」（1967年3月2日、NET・日活）
- あいつと私 第4話「そよ風の中のあいつ」（1967年3月6日、NTV・日活） - 塚越ひろみ
- 結婚の条件（1967年、TBS・日活）
- 青春（1967年、CX・日活） - 秀奴
- 喧嘩太郎（1968年、毎日放送・日活） - 弓子

#### 浜かおる名義
- プロファイター（1969年、NTV・宝塚映画） - 下村悦子
- プレイガール（1969年 - 1974年、東京12チャンネル・東映） - 古城かおる / 浜川かおる
- 夫よ男よ強くなれ 第21話「売れ残り…それがナニよ」（1970年2月19日、NET・東宝）
- コント55号60分一本勝負 第25話「マスコミ(秘)話 脱ぐより書きます」（1970年9月17日、NET） - 花園ゆみ子
- 恋愛術入門 第12話「イチ・タス・イチは?」（1971年1月10日、TBS・国際放映） - 北村光子
- ターゲットメン 第1話「殺人鬼をぶっ飛ばせ」（1971年10月9日、NET・東映） - ユカ
- ポーラテレビ小説・原生花園 アンラコロの歌（1972年、TBS） - チトセ
- 遠山の金さん捕物帳 第91話「シャモを愛した女」（1972年4月2日、NET・東映） - イナメ
- 非情のライセンス（第1シリーズ）第30話「兇悪の青春」（1973年10月25日、NET・東映） - 明美
- バーディー大作戦（TBS・東映）
  - 第30話「グラマー殺し屋部隊」 （1974年11月30日）　- トシエ
  - 第53話「ニセ追出刑事 質屋猫ババ事件」 （1975年5月10日）　- アケミ
- プレイガール'92 黒真珠殺人事件（1992年11月16日、TX・東映）